# Бунін Павло Львович
Бунін Павло Львович (рос. Бунин Павел Львович, 1927-2008) — російський художник другої половини 20 ст., графік.

## Життєпис
Народився 1927 року. Уродженець Москви. Середню школу закінчив у місті Москва. Батько рано помер і хлопчик мешкав у діда, котрий був за фахом інженер. Російський єврей за походженням. У хлопчика рано виявились здібності до малювання. Серед провідних тем — пушкініана, до котрої юний художник звернувся ще в підлітковому періоді.
Павло Бунін не був родичем письменника і емігранта Івана Буніна, котрий став нобелівським лауреатом в еміграції.
Художню освіту здобув у Художньому інституті імені Василя Сурикова.. Але був виключений зі студентства в період боротьби у СРСР з космополітизмом. Коли його відсікли від радянського студентства, голодував і перебивався дрібними заробітками. Його частково врятувало знайомство з Корнієм Чуковським. Чуковський підтримував художника-початківця, що відчував літературне слово як слово власне, а згодом їх знайомство переросло у дружбу, що тривала майже тридцять років. 
З 1953 року — член Союзу Художників СРСР. Захоплювався вивченням творчості італійського середньовічного поета Данте. Сам був членом Дантевської секції Академії наук СРСР.
Працював як ілюстратор до творів світової класики. До творів Омаар Хаяма «Рубаї» створив низку осучаснених ілюстрацій, з котрих лише сто увійшли до видання. Книгу Шарля де Костера «Тиль Уленшпигель» прикрасило 150 ілюстрацій його роботи. Створив ілюстрації до більш ніж п'ятдесяти книг. Окрім ілюстрацій робив малюнки до майбутніх обкладинок видань дитячої літератури, серії «ЖЗЛ», видань поезії, радянського журналу «Юность» та інших видань. Став ілюстратором творів колективу авторів, відомого під псевдонімом Павло Багряк, який отримав ім'я художника.
1978 року емігрував з СРСР.. Мешкав і працював у Австрії, Італії, Греції, Британії, Франції, Ізраїлі. Про художника старанно замовчували у СРСР як про ворога та емігранта.
Мав близько шести десятків персональних виставок в різних містах і країнах. Чотирнадцять виставок тільки у місті Відень.
Йому дозволили повернутися до Москви, де він помер 2008 р. Тіло було кремоване і урна розташована в колумбарії Донського монастиря.

## Друковані твори
- «Не славы ради», Орбита-М ISBN 5-85210-204-0; 2002 г.